# Право на батьківщину
 

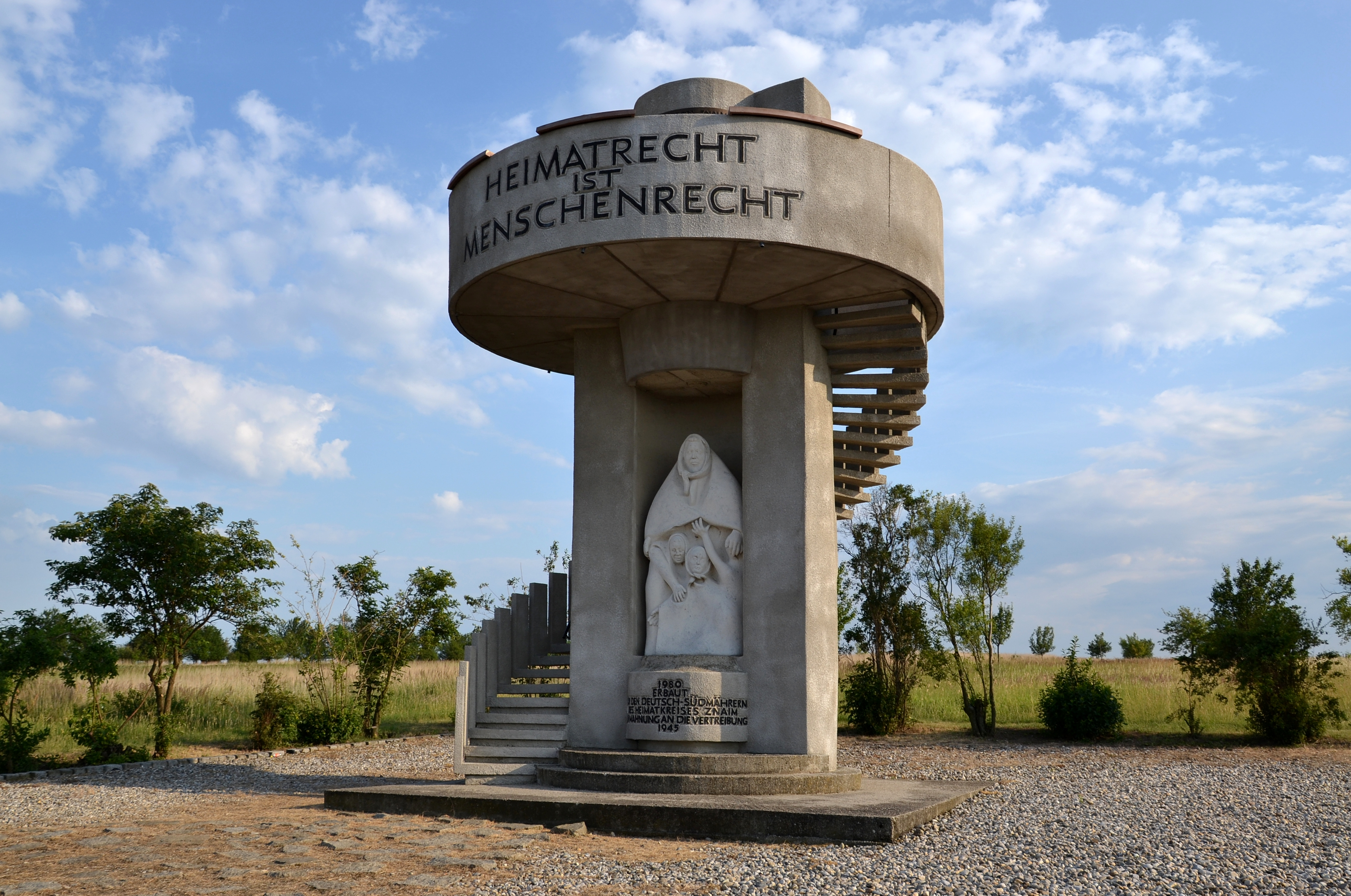
Меморіал біля колишнього Зноймо судетським вигнанцям із Південної Моравії (Kreis Znaim). Текст перекладається як «Права Батьківщини — права людини».

Право на батьківщину, на думку деяких вчених-правознавців, є універсальним правом людини, яке випливає із Загальної декларації прав людини, включаючи її статтю 9. Концепція еволюціонувала в німецькій юриспруденції і певною мірою визнана в німецькому конституційному праві. Відомими прихильниками цієї концепції є вчені-юристи Курл Рабл, Рудольф Лаун, Отто Кіммініх, Дітер Блюменвіц, Фелікс Ермакора та Альфред-Моріс де Заяс. Концепція має стосунок до дебатів щодо етнічних чисток у Європі після Другої світової війни (зокрема німців та угорців), етнічних чисток у Палестині, на Кіпрі та в інших регіонах.